# Idalia Gumbs

Con tem năm 2001 vinh danh Britannia Gumbs

Britannia Idalia Gumbs (nhũ danh Carter; 17 tháng 6 năm 1933 - 11 tháng 9 năm 2000)  là một chính trị gia người Anguilla. Bà là người phụ nữ đầu tiên đảm nhận 1 chức vụ trong Nhà hội Anguilla.
Gumbs được sinh ra ở Sandy Hill, Anguilla, là con gái của Ashton Murray Carter và Mary M. Chance.
Bà được đặt tên cho Hội đồng Anguilla vào năm 1972. Năm 1976, Gumbs được bầu vào hội đồng Anguilla, phục vụ cho đến năm 1980. Mặc dù là thành viên của chính phủ, Gumbs đã phản đối phong cách độc tài của chính quyền Ronald Webster và đặc biệt, đã phản đối việc ông đưa ra các hoạt động tranh chấp đất đai. Năm 1977, bà tán thành một động thái không tin tưởng chống lại chính phủ của Webster. Trong chính phủ được thành lập sau khi chuyển đổi thành công, bà phục vụ trong hội đồng điều hành với tư cách là Bộ trưởng Bộ Tài nguyên và Du lịch. Bà là thành viên sáng lập của Liên minh Quốc gia Anguilla năm 1980.
Năm 2001, Anguilla đã phát hành một con tem mang hình ảnh của bà; điều này được liên kết với Chiến dịch Nhân quyền của Phụ nữ Liên Hợp Quốc.